# Okręg wyborczy Werriwa
Okręg wyborczy Werriwa (ang. Division of Werriwa) – jednomandatowy okręg wyborczy do Izby Reprezentantów Australii, położony w południowo-zachodniej części Sydney. Powstał przed pierwszymi wyborami do parlamentu zjednoczonej Australii w 1901 roku. Okręg czerpie nazwę od aborygeńskiego określenia jeziora Lake George. 

## Lista posłów
| okres urzędowania | poseł            | przynależność |
| ----------------- | ---------------- | --- |
| 1901-1906         | Alfred Conroy    | Partia Wolnego Handlu                                                                                                 |
| 1906-1912         | David Hall       | Australijska Partia Pracy                                                                                             |
| 1912-1913         | Benjamin Bennett | Australijska Partia Pracy                                                                                             |
| 1913-1914         | Alfred Conroy    | Związkowa Partia Liberalna                                                                                            |
| 1914-1918         | John Lynch       | Australijska Partia Pracy (1914-1916) Narodowa Partia Pracy (1916-1917) Nacjonalistyczna Partia Australii (1917-1918) |
| 1919-1931         | Bert Lazzarini   | Australijska Partia Pracy (1919-1931) Australijska Partia Pracy (Nowej Południowej Walii) (1931)                      |
| 1931-1934         | Walter McNicoll  | Partia Wiejska |
| 1934-1952         | Bert Lazzarini   | Australijska Partia Pracy (Nowej Południowej Walii) (1934-1936) Australijska Partia Pracy (1936-1952)                 |
| 1952-1978         | Gough Whitlam    | Australijska Partia Pracy                                                                                             |
| 1978-1994         | John Kerrin      | Australijska Partia Pracy                                                                                             |
| 1994-2005         | Mark Latham      | Australijska Partia Pracy                                                                                             |
| 2005-2010         | Chris Hayes      | Australijska Partia Pracy                                                                                             |
| od 2010           | Laurie Ferguson  | Australijska Partia Pracy                                                                                             |

źródło: 